# Trample on “Schatten!!” 〜かげふみのうた〜
『Trample on “Schatten!!” 〜かげふみのうた〜』（トランプ オン シャッテン!! かげふみのうた）は、2009年5月29日にTAIL WINDより発売された18禁恋愛アドベンチャーゲームである。
2012年1月27日には、NONSUGARより復刻版『Trample on Schatten!! 〜かげふみのうた〜 REVOLUTION+』が発売された。
アメリカでは、DesignFactory社より『Schatten!!』のタイトルで北米版（無修正日本語版）がダウンロード販売されている。

## 概要
基本的なシステムは通常のアドベンチャーゲームと変わらないが、シナリオの進行具合と謎解き用のサブシナリオの時間軸が一目で分かるマルチサイトビジュアルシステムを備えており、これによっていつでも過去のシナリオを読み返したり、サブシナリオへ進むことが可能（サブシナリオを出すには、ある程度は本編を進める必要がある）。なお、通常のアドベンチャーゲームと比べて選択肢が非常に少なく、全ての選択肢はメインシナリオへ進むかサブヒロインたちの個別シナリオへ進むかを選ぶものである。
熱血ヒーローものストーリーを展開しつつも、Hシーンにも力を入れており、着衣エッチを行える「半脱ぎシステム」や、本編にはなかったシチュエーションを妄想できる「妄想Hモード」が搭載されている。

## ストーリー
地方都市・三糸（みついと）市では、黒い影のような怪物が人を襲い、襲われた人もその怪物となるという、奇妙な事件が続発していた。主人公・姫萩愛作の友人もその事件に巻き込まれたのか、行方を眩ませてしまう。愛作は友人を探すが、そこに突如空から落ちてきた青い服を着た少女を、愛作はわけも分からず受け止める。キザイア・緋乃神という彼女を追って現れた、人の世の安寧を脅かす黒い怪物・シャッテンを倒すため、キザイアと愛作の壮絶な戦いが始まる。

## 登場人物
姫萩 愛作
声：古河徹人
主人公。アンピトリテ文理学院2年生。仲間を大切にし、世の理不尽に立ち向かう勇気の持ち主。
ダーツを趣味としており、恩田兄妹とはダーツ好きもあって仲良くしている。
キザイア・緋乃神
声：かわしまりの
アンピトリテ文理学院3年生で、ヨーロッパのある国から留学に来ている。
ゼルクレイダー"アーツナイト・プリンセス"に変身し、シャッテンとの戦いに身を投じている。
恩田 芹果
声：上田朱音
愛作の幼馴染で、人見知りではあるが明るい性格の少女。両親を亡くして以来教会に付属する養護施設で育ち、同じく施設で育ってきた年下の子供たちに慕われている。
恩田 舜二
声：滝沢アツヤ
愛作の幼馴染で、芹果の兄。両親から喫茶店『スチーミースケッチ』の経営を引き継ぎ、気が向いたときに「デザインカプチーノ」を出す店長として知られている。
紺野 由貴
声：杉原茉莉
愛作らのクラスメートで、シャッテン対策機関の一人。素行は良くないが、数学が得意。
弥栄 ふうり
声：青葉りんご
シャッテン対策機関の一人である少女で、かつては抜群の歌唱力を誇る人気アイドルだった。
ゲーム感覚でシャッテン狩りに興じるなど残酷な一面を持つ。
嵯王子 巡
声：榎津まお
シャッテン対策機関の一人で、少女のような顔立ちをした少年。かつてはカウンターテナーとしての将来を期待されていた。
病院でふうりと出会って以来彼女を護ろうと誓い、現在は彼女のたしなめ役として行動している。
璃国 美衣奈
声：中家志穂
愛作を慕う病弱の少女。両親を亡くして以来養護施設で育ち、現在はその養護施設の経営をしている。
シャッテンの出現を感知すると苦痛を感じる特異体質の持ち主でもある。
璃国 拓斗
声：小次狼
美衣奈の兄。妹と共に養護施設で育ち、現在は神父を務め、 美衣奈と恩田兄妹の協力も得て養護施設の経営にあたっている。
浦崎 早枝
声：如月葵
天王寺グループ科学技術部門の副主任を務める女性で、坂原の部下にあたる。医学の観点から純虚数力学の研究にあたっており、器用ながらも愛作らを温かく支えている。
坂原 弦凱
声：居口伝衛門
蓮宝警備保障の特務課『アーウェブ』の課長を務める男性で、愛作らのサポートにあたっている。ひょうひょうとしているようで的を射た発言をしている。
シュレミール
声：村上ヨウ
万寿

## 用語
シャッテン
突如三糸市に現れるようになった黒い影のような怪物。シャッテンに襲われた者もまたシャッテンになってしまう。
純虚数力学
アーウェブ
対シャッテン組織。
ゼルクレイド
アーウェブの開発した対シャッテン用装甲。装着者はゼルクレイダーと呼ばれる。

## スタッフ
- 原画：川原誠
- シナリオ：雪乃府宏明

## 主題歌
- テーマ曲：「鏡の森」
  - ボーカル：片霧烈火
  - 作詞/作曲：瀬名
  - 編曲：井ノ原智(Angel Note)
- OP曲：「希望のウタ」
  - ボーカル：弥栄ふうり（青葉りんご）
  - 作詞：瀬名
  - 作曲/編曲：椎名俊介(Angel Note)

## 反響

### 批評
『PC Angel neo』2009年8月号に本作のレビューが掲載された。レビュアーのRYO（リョウ）は、ヒロインであるギザイアの言動や戦いぶりが抜群に格好よかったと賞している。最初は頼りなかった主人公や、芹果の成長していく様がよかったほか、敵も格好よく描かれており、このタイプのゲームに求められる条件を満たしていたと評価している。またエッチシーンも手が抜かれておらず、主人公とのラブラブエッチが豊富なほか、正義のヒロインものに付きものの敗北したヒロインの陵辱シーンも用意されており、楽しめたと述べている。